# Zabian Dowdell
Zabian Rashaad Dowdell (Pahokee, 10 settembre 1984) è un ex cestista statunitense.

## Carriera
Dopo aver terminato l'high school presso la sua città natale, si trasferisce presso l'università di Virginia Tech per un quadriennio: già durante la stagione 2005-06, nonostante fosse solo al terzo anno, è capocannoniere della sua squadra, primeggiando anche per palle rubate e minuti giocati. Nell'ultimo suo anno universitario segna 17,4 punti di media. Non viene poi scelto al draft NBA.
Nell'estate 2007 esordisce in Europa, firmando un contratto coi francesi del Nancy, squadra della massima serie con cui vince uno scudetto a fine stagione: le sue statistiche sono di 8,8 punti a partita in 20,3 minuti giocati, con il 55% da due punti e il 32% da tre.
La stagione successiva è di scena in Italia con la maglia della Junior Casale Monferrato, formazione militante nel campionato di Legadue. Chiude la regular season segnando 20,7 punti di media, che aiutano i piemontesi a piazzarsi quarti e qualificarsi ai play-off.
Nel 2009 senza contratti ambiziosi in Europa torna a Tulsa dove gioca la NBDL, la lega di sviluppo NBA. A metà stagione torna in Europa a Malaga per fare il primo cambio degli esterni giocando anche l'Eurolega. 
Nel 2010 comincia ancora in NBADL per poi andare ai Phoenix Suns, nella sua prima esperienza NBA dove ha avuto un ruolo marginale per allungare le rotazioni e gli allenamenti.
Il 28 agosto 2016 viene ingaggiato dalla Pallacanestro Cantù.

## Palmarès
- Campionato francese: 1

Nancy: 2007-08